# Pragnienie (fizjologia)

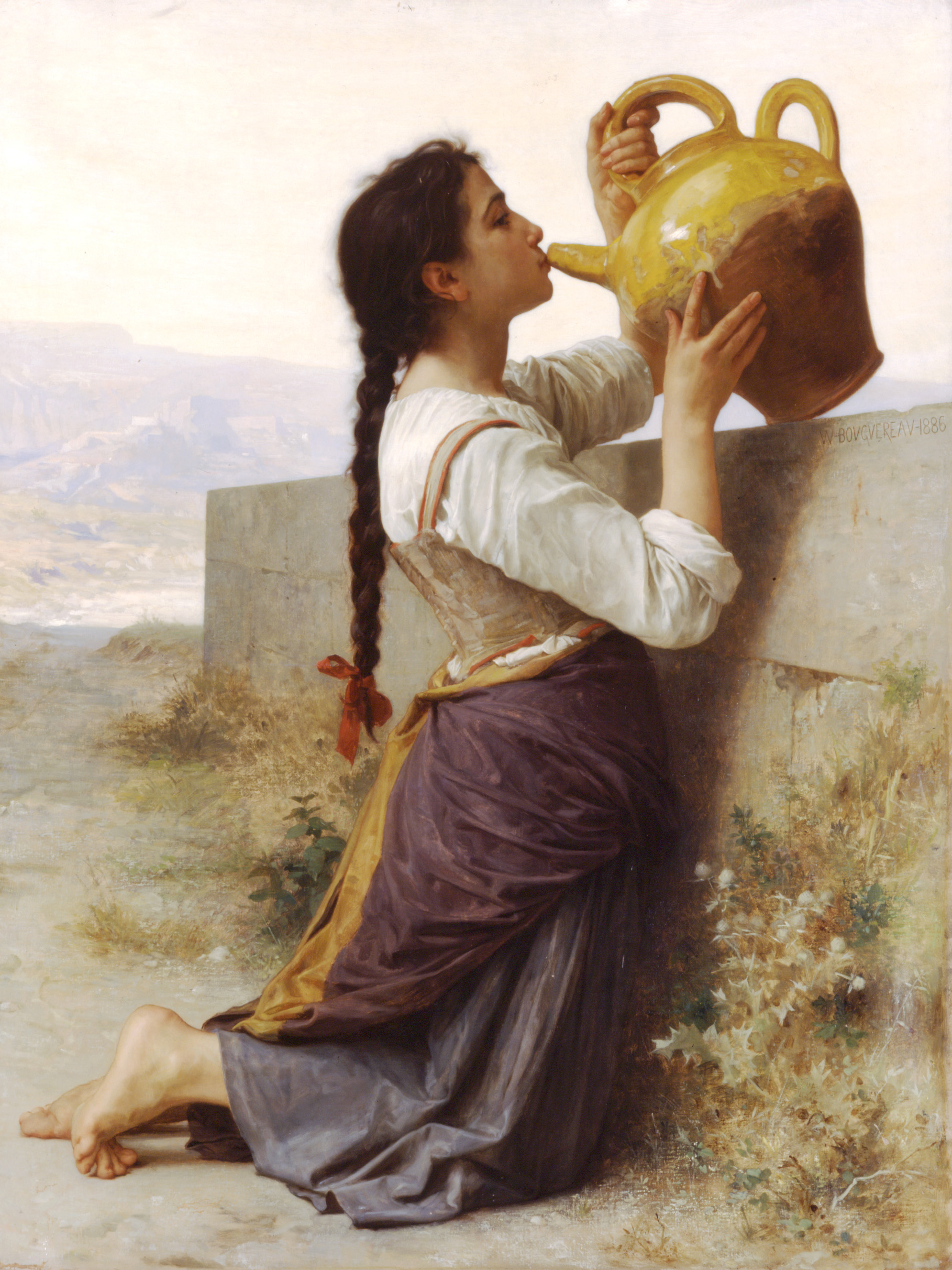
Obraz Williama-Adolphe'a Bouguereau Pragnienie
(1886) r.

Pragnienie – jedna z najbardziej podstawowych potrzeb biologicznych organizmu, przejawiająca się w popędzie ku pobraniu odpowiedniej ilości wody. Pragnienie wzrasta wraz ze zmniejszaniem się ogólnej objętości płynu w ustroju lub ze zwiększeniem się ilości niektórych substancji, takich jak np. sole. Jeżeli poziom wody spada poniżej pewnego progu albo koncentracja jonów soli dochodzi do pewnego poziomu to wówczas osmoreceptory znajdujące się w przedniej części podwzgórza umożliwiają tej części mózgu wzmożenie procesu pragnienia. 
Zaburzenia na tle pragnienia u ludzi mogą się objawiać takimi chorobami jak: polidypsja czy poliuria.